# Boerhavia pulchella
Boerhavia pulchella är en underblomsväxtart som beskrevs av August Heinrich Rudolf Grisebach. Boerhavia pulchella ingår i släktet Boerhavia och familjen underblomsväxter. Inga underarter finns listade i Catalogue of Life.